# Bradysia asiatica
Bradysia asiatica är en tvåvingeart som först beskrevs av Franz Lengersdorf 1933.  Bradysia asiatica ingår i släktet Bradysia och familjen sorgmyggor. Inga underarter finns listade i Catalogue of Life.